# Ugglehöjden
Ugglehöjden este o arie protejată (arie specială de conservare — SAC, sit de importanță comunitară — SCI, arie de protecție specială avifaunistică — SPA) din Suedia întinsă pe o suprafață de 23,3 ha, integral pe uscat.

## Localizare
Centrul sitului Ugglehöjden este situat la coordonatele 59°13′39″N 14°38′31″E / 59.2276°N 14.6419°E.

## Înființare
Situl Ugglehöjden a fost declarat sit de importanță comunitară în ianuarie 1997 pentru a proteja 6 specii de animale. Alte tipuri de protecție:
- arie de protecție specială avifaunistică (în ianuarie 1998)[2]
- arie specială de conservare (în martie 2011)[1][3][4]

## Biodiversitate
Situată în ecoregiunea boreală, aria protejată conține 3 habitate naturale: Mlaștini împădurite, Lacuri și iazuri distrofice naturale, Taiga vestică.
La baza desemnării sitului se află mai multe specii protejate de  păsări (6): minunița (Aegolius funereus), cocoșul de mesteacăn (Bonasa bonasia), ciocănitoare neagră (Dryocopus martius), ciuvică (Glaucidium passerinum), viespar (Pernis apivorus),  cocoș de munte (Tetrao urogallus).